# خوان كارلوس فيفاس
ولد خوان كارلوس فيفاس في كاراكاس, فنزويلا في 31 آذار 1972, من أبوين فنزويليين ولكن والدي أمه إيطاليان, لديه أخ وأختان. اكتشفت موهبته في التمثيل أثناء مشاركته في أحد البرامج التلفزيونية, بعدها شارك في عدة أعمال تلفزيونية. لديه ابنة اسمها ماريا سليستسي.

## FILMOGRAPHY
- aunque mal paguen (2007).... Enrique
- Los Querendones (2006).... Elías
- Nunca te diré adiós (2005).... Saul>
- Sabor a ti (2004).... Federico Carvajal
- Cosita rica (2003).... Rosendo
- Mambo y canela (2002).... Cosme
- Amantes de Luna Llena (2000).... El Siete
- Mujer secreta (1999).... Bernardo Valladares
- Enséñame a querer (1998).... Domingo
- Contra viento y marea (1997).... El Duque
- Quirpa de tres mujeres (1996).... Darío Guanipa
- (Rosa de Francia (1995
- (Peligrosa (1994
- Amor de papel (1993).... Fernando Villabla
- (Por amarte tanto (1993) Inés Duarte, secretaria (1991
- (La mujer prohibida (1991
- Bellísima (1991).... Baby
- (Adorable Monica (1990
- (Carmen querida (1990
- (Anabel (1988

الحالة الاجتماعية: أعزب ولديه ابنة.
الطعام المفضل: السوشي.
الممثل المفضل: روبرت دي نيرو، آل باتشينو.
الممثلة المفضلة: آنا كارينا مانكو، ساندرا بولوك.
النادي المفضل: برشلونة.
الشخص الملهم له: السيد المسيح(ع).
يحب خوان كارلوس الالتزام بالمواعيد ومن صفاته أنه لايطيق الانتظار.

## روابط خارجية
- خوان كارلوس فيفاس على موقع IMDb (الإنجليزية)